# Zbigniew Walczyk (inżynier)
Zbigniew Leonard Walczyk (ur. 24 stycznia 1946 w Kartuzach) – polski inżynier, profesor nauk technicznych, profesor emerytowany Politechniki Gdańskiej, profesor Państwowej Wyższej Szkoły Zawodowej w Elblągu i jej rektor w latach 1998–2007 i 2011–2020.

## Życiorys
Studiował na Wydziale Budowy Okrętów Politechniki Gdańskiej. Uzyskał dyplomy magistra inżyniera na Politechnice Gdańskiej i w Leningradzkim Instytucie Budowy Okrętów. Doktoryzował się w 1977 w Instytucie Maszyn Przepływowych PAN w Gdańsku na podstawie rozprawy pt. Drgania wymuszone oraz stateczność ruchu wielopodporowego wirnika turbogeneratora energetycznego. Stopień naukowy doktora habilitowanego uzyskał w 1993 na Politechnice Gdańskiej w oparciu o pracę pt. Dynamika wirnikowych maszyn energetycznych. Tytuł profesora nauk technicznych otrzymał 12 marca 2003.
W latach 1970–1989 był pracownikiem Instytutu Maszyn Przepływowych PAN w Gdańsku. W latach 1990–2014 związany z Politechniką Gdańską, w tym od 2003 na stanowisku profesora nadzwyczajnego. W latach 1993–1998 był prodziekanem Wydziału Mechanicznego PG, zaś w latach 2008–2014 kierował Katedrą Mechaniki, Konstrukcji i Wytrzymałości Okrętu na Wydziale Oceanotechniki i Okrętownictwa PG.
W 1998 został powołany na rektora nowo utworzonej Państwowej Wyższej Szkoły Zawodowej w Elblągu. Stanowisko rektora PWSZ w Elblągu zajmował również w kadencjach 1999–2003, 2003–2007, 2011–2015 i 2015–2020. W latach 2007–2011 był prorektorem elbląskiej uczelni.
Jego zainteresowania badawcze obejmują wytrzymałość oraz drgania łopatek turbinowych, kinetostatykę i dynamikę turbozespołów energetycznych oraz okrętowych wałów napędowych. Autor monografii, podręczników akademickich i ok. 40 oryginalnych prac twórczych. Promotor w dwóch przewodach doktorskich. 
W 2001, za wybitne zasługi w pracy naukowej i dydaktycznej, został odznaczony Krzyżem Kawalerskim Orderu Odrodzenia Polski. Wyróżniony też Złotym Krzyżem Zasługi (1998) i Medalem Komisji Edukacji Narodowej (2004). Otrzymał Nagrodę Prezydenta Elbląga i Nagrodę Gdańskiego Towarzystwa Naukowego.